# Tobago Express
Tobago Express war eine trinidadische Fluggesellschaft, die von 2001 bis 2006 existierte. Die Tochtergesellschaft der BWIA West Indies Airways verband die beiden trinidadischen Inseln Trinidad und Tobago.

## Geschichte
Tobago Express wurde 2001 gegründet, um die Regionalflüge zu übernehmen, die BWIA zuvor unter dem Markenauftritt BWee Express selbst durchgeführt hatte. Sie war eine vollständige Tochter der BWIA. Nach der Auflösung der Muttergesellschaft 2006 wurden Hunderte Angestellte gekündigt und einige Maschinen ausgeflottet. Die neue staatliche Airline von Trinidad und Tobago, Caribbean Airlines, übernahm Tobago Express vollständig. Die alten Lackierungen wurden fast vollständig durch die neuen Bemalungen der Caribbean Airlines ersetzt.

## Ziele
Tobago Express verband die Flughäfen Piarco (Trinidad) und Crown Point (Tobago).

## Flotte
(Stand: August 2007)
- 5 De Havilland DHC-8-300